# Lycosa signata
Lycosa signata là một loài nhện trong họ Lycosidae.
Loài này thuộc chi Lycosa. Lycosa signata được Lenz miêu tả năm 1886.